# Menfi (Egitto)
Menfi (AFI: /ˈmɛnfi/; nome arabo attuale Mit Rahina; Menfi è la forma italiana del nome greco-latino Memphis, attualmente in uso presso altre lingue, il quale si rifà all'originale egizio Men-Nefer) fu capitale di Aneb-Hetch, primo nomo del Basso Egitto, e capitale dell'Antico Regno dalla costituzione, intorno al 2700 a.C., fino alla sua dissoluzione nel 2200 a.C.
In seguito, durante il Medio Regno, diventò capitale del I nomo (distretto) del Basso Egitto.
Si trova a circa 19 km a sud dalla città odierna del Cairo, sulla sponda occidentale del Nilo.

## Fondazione
La fondazione della città viene attribuita a Menes, che unificò i due regni dell'Egitto fondando la I dinastia tinita ma la circostanza che la lista reale di Saqqara (la necropoli di Menfi) riporti come primo sovrano dell'Egitto Merbiapen ha portato a supporre che questi sia il vero fondatore della città il cui nome originario fu
| O36 | T3 | O49 |

 jnb ḥḏ (Ineb-Hedj oppure Ianeb-Hedj), Muro Bianco.
Menfi raggiunse il massimo splendore sotto la VI dinastia.
Il nome Menfi 
| Y5 | F35 | O49 |

 mn nfr (Mennefer) Splendido monumento è quello inizialmente dato alla piramide di Pepi I.
Solo a partire dalla XVIII dinastia il nome viene associato alla città.
La principale divinità di Menfi fu Ptah che soppiantò, durante la III dinastia, le divinità più antiche di Sokar e Tatenen.
Il tempio principale di Ptah a Menfi, Hut Ka Ptah, La casa del Ka di Ptah, ha dato origine al nome greco Aἴγυπτος  Àigyptos da cui Egitto.
Con lo spostamento della capitale a Tebe la città perse parte della sua importanza.
Durante l'occupazione persiana dell'Egitto la città fu sede della satrapia.
Con la fondazione di Alessandria d'Egitto Menfi decadde definitivamente.

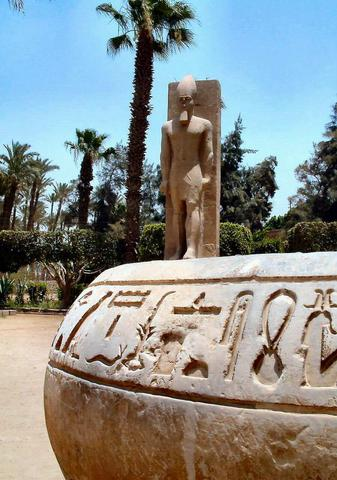
Rovine a Menfi
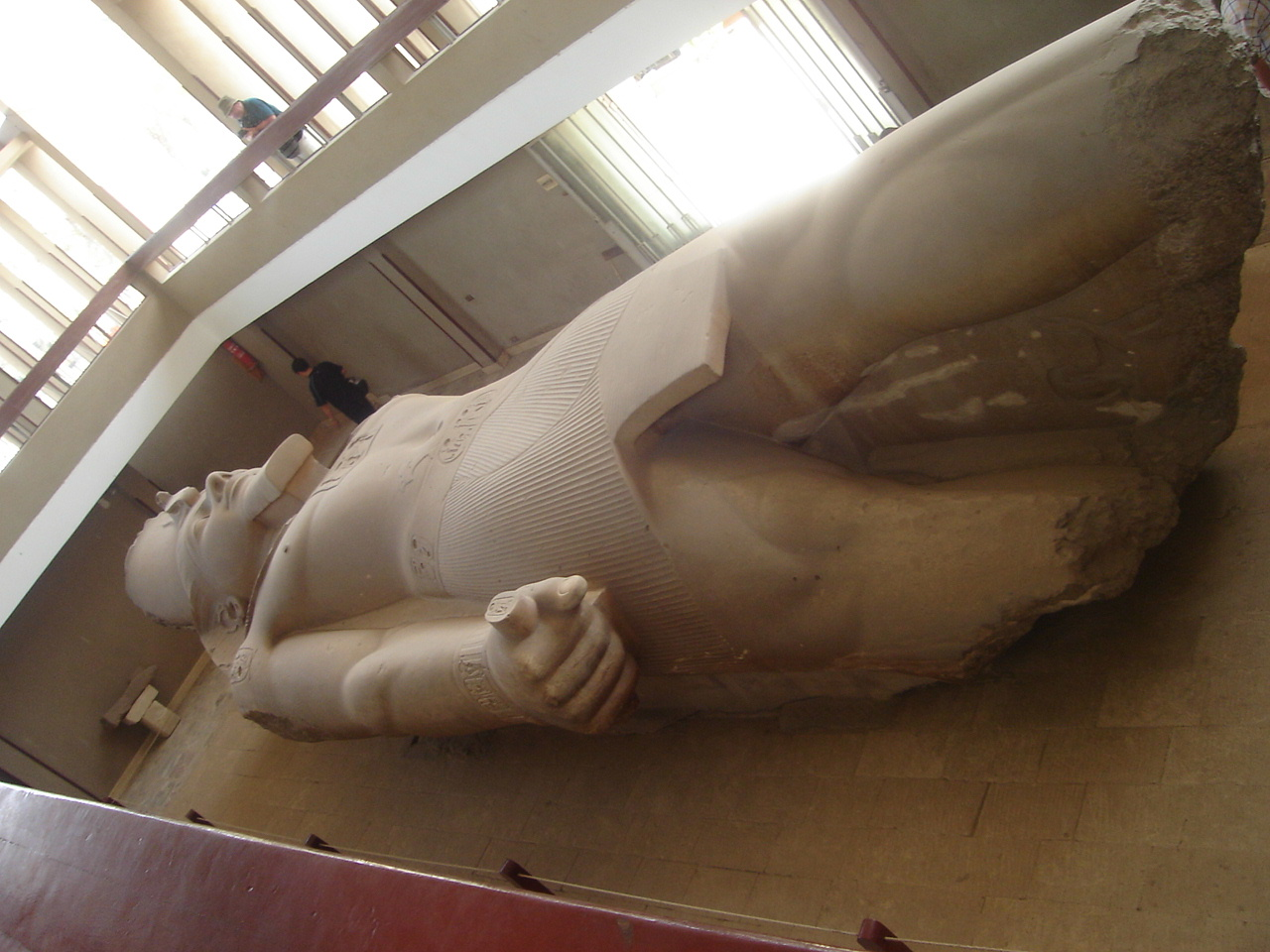
Museo di Menfi - colosso di Ramses II
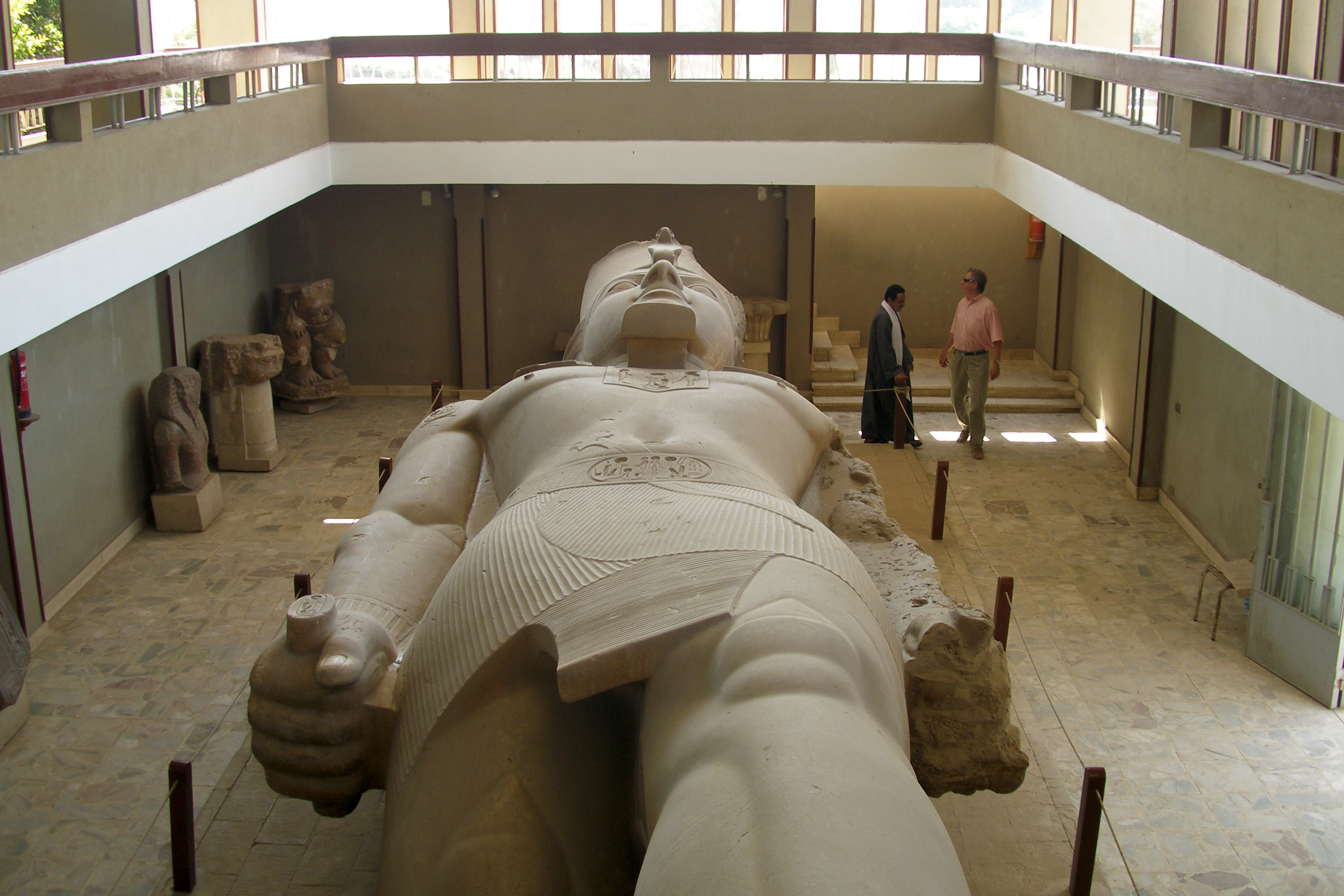
Museo di Menfi - colosso di Ramses II
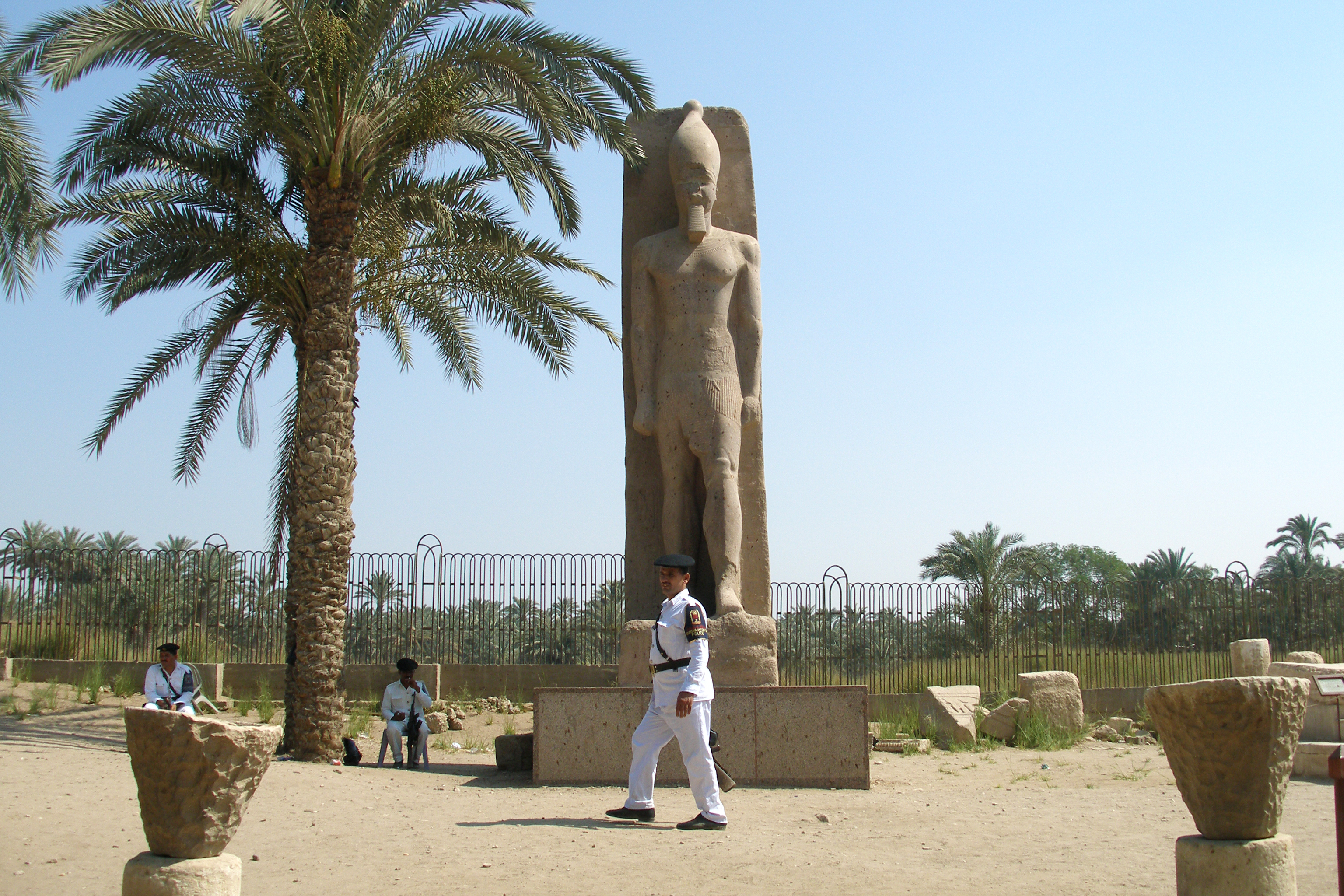